# Rio Guamá
Pour les articles homonymes, voir Guama.
Le rio Guamá est un cours d'eau du nord-est du Pará (Brésil), et un affluent du rio Tocantins.

## Géographie
Le rio Guamá a un bassin versant de 87 389,54 km2. Il est long de 400 km, et il est navigable sur les derniers 164,5 km, depuis São Miguel do Guamá jusqu'à son embouchure.

## Affluents
Les principaux affluents du rio Guamá sont les rios Acará, Capim et Moju.